# Richard & Adam
Die Brüder Richard und Adam Johnson, bekannt als Richard & Adam oder auch The Johnson Brothers, sind ein walisisches Gesangsduo, das 2013 durch die Teilnahme an Britain’s Got Talent bekannt wurde.

## Werdegang
Richard und sein drei Jahre jüngerer Bruder Adam stammen aus Holywell im Nordosten von Wales. Beide haben keine klassische Gesangsausbildung und sind Autodidakten, sammelten aber Bühnenerfahrung über den Birkenhead Operatic Society Trust und Musical-Auftritte in Liverpool. Dort gewannen sie auch ihren ersten Gesangswettbewerb. Bevor sie ihre Gesangskarriere vorantrieben, arbeiteten sie vor allem in der Filiale einer Fastfoodkette und einem Café, die ihren Eltern gehören. Daneben traten der Tenor Richard und der Bariton Adam Johnson als Gesangsduo auf. 2011 wurden sie von einem Label entdeckt und unter Vertrag genommen. Sie nahmen ein Album auf und traten in ganz Großbritannien bei verschiedenen Veranstaltungen auf. Eine Spielzeit waren sie am New Theatre in Bridlington in Nordengland und sie wurden regelmäßig für die Ausflugsschiffe der P&O Cruises engagiert. Ihr Standardrepertoire bestand aus modernen Musicalmelodien.
Anfang 2013 bewarben sich die damals 22 und 19 Jahre alten Brüder für die siebte Staffel der Castingshow Britain's Got Talent. In den Auditions sangen sie das Lied The Impossible Dream aus dem Musical Der Mann von La Mancha (1965) und durften danach im ersten Halbfinale antreten. Mit einem weiteren Musical-Klassiker, Somewhere (auch bekannt als There's a Place for Us) aus der West Side Story (1957), gewannen sie das Publikumsvoting und zogen ins Finale ein. Dort sangen sie erneut The Impossible Dream. Obwohl ihr Auftritt von einer eierwerfenden Störerin unterbrochen wurde, belegten sie am Ende Platz drei und waren die besten von allen Teilnehmern, die mit Gesangsnummern angetreten waren.
Kurz nach dem Finale unterzeichneten Richard & Adam einen Plattenvertrag mit Sony Music und bereits am 29. Juli erschien ihr nach dem Wettbewerbsbeitrag benanntes Album The Impossible Dream. Das Album enthält vor allem Musical- und Popsongs in klassischem Stil. In der ersten Woche stieg das Album auf Platz eins der britischen Charts ein und konnte die Position vier Wochen lang behaupten. Für Februar 2014 kündigte das Duo eine Tour durch Großbritannien an.

## Mitglieder
- Richard Johnson (* in Holywell)
- Adam Johnson (* in Holywell)

## Diskografie
Alben
- The Impossible Dream (2013)
- The Christmas Album (2013)
- At the Movies (2014)
- Believe – Songs of Inspiration (2016)